# Mitchell (Dakota del Sur)
Mitchell es una ciudad ubicada en el condado de Davison en el estado estadounidense de Dakota del Sur. En el Censo de 2010 tenía una población de 15.254 habitantes y una densidad poblacional de 485,18 personas por km².

## Geografía

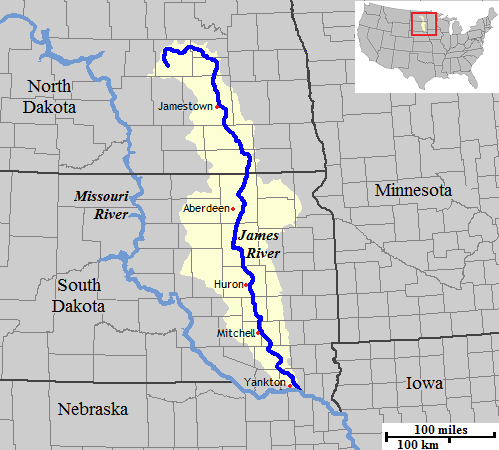
Mapa del río James en el que se ve, sobre su curso bajo, Mitchell

Según la Oficina del Censo de los Estados Unidos, Mitchell tiene una superficie total de 31.44 km², de la cual 28.84 km² corresponden a tierra firme y (8.25%) 2.6 km² es agua. Se encuentra al suroeste del estado, sobre el curso bajo del río James.

## Demografía
Según el censo de 2010, había 15.254 personas residiendo en Mitchell. La densidad de población era de 485,18 hab./km². De los 15.254 habitantes, Mitchell estaba compuesto por el 93.61% blancos, el 0.52% eran afroamericanos, el 2.96% eran amerindios, el 0.53% eran asiáticos, el 0.07% eran isleños del Pacífico, el 0.56% eran de otras razas y el 1.75% pertenecían a dos o más razas. Del total de la población el 1.67% eran hispanos o latinos de cualquier raza.